# Josef Paul Hodin
Josef Paul Hodin, auch J. P. Hodin (geboren 17. August 1905 in Prag, Österreich-Ungarn; gestorben 6. Dezember 1995 in London), war ein tschechoslowakisch-britischer Autor, Kunstkritiker und Kunsthistoriker.

## Leben
Josef Paul Hodin war ein Sohn des Fotografen Edouard Hodin und der Rosa Klug, er hatte zwei Schwestern. Seine Eltern wurden 1942 in das KZ Auschwitz deportiert und ermordet.
Hodin absolvierte seinen Einjährigen-Wehrdienst, studierte Jura an der Karls-Universität Prag und wurde 1924 promoviert. Von 1931 bis 1933 studierte er Kunst an der Kunstakademie Dresden und der Kunsthochschule Berlin. Er schrieb den Roman Fremde Treppen. Sein Roman Der Mörder wurde von der Prager Deutschen Gesellschaft der Wissenschaften und Künste für die Tschechoslowakische Republik ausgezeichnet. Der Roman Die Brühlsche Terrasse sollte ebenfalls in Deutschland bei Kiepenheuer erscheinen, was durch die Machtübernahme der Nationalsozialisten 1933 verhindert wurde.
1933 emigrierte Hodin nach Frankreich und gelangte Anfang 1935 nach Schweden, wo er die Wigman-Schülerin Birgit Åkesson heiratete, die er in Dresden kennengelernt hatte. Hodin heiratete danach 1945 Doris Pamela Simms, sie hatten zwei Kinder, Annabel Hodin ist eine britische Stylistin. Im Sommer 1938 besuchte er Edvard Munch in Norwegen und begann an seiner Monografie über den Künstler zu arbeiten, ein weiterer Austausch wurde durch die Deutsche Besetzung Norwegens verhindert. Das Werk erschien 1948 in Schwedisch und in deutscher Übersetzung. Hodin verfasste einige weitere kunsthistorische Schriften in schwedischer Sprache.

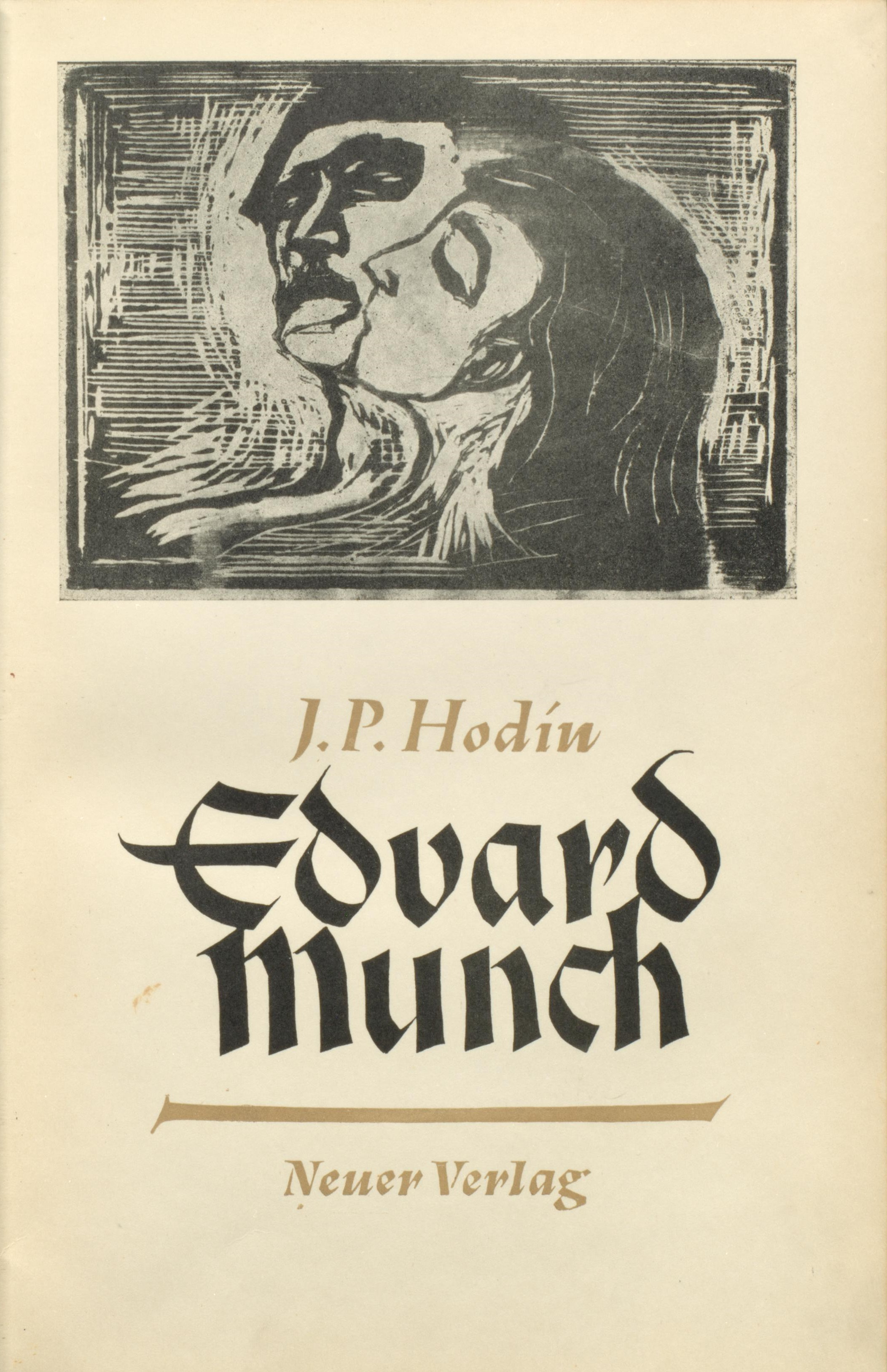
Munch (1948)

Nach 1939 wirkte er in Stockholm als Informant für die Tschechoslowakische Exilregierung in London. 1942 wurde er deshalb von den Schweden verhaftet und zu einer Freiheitsstrafe verurteilt. Edvard Beneš sorgte für seine Haftentlassung, und er wurde 1944 von den Briten mit einem Flugzeug aus dem neutralen Schweden nach Großbritannien geholt. In London arbeitete als Presseattaché der Tschechoslowakischen Exilregierung bei der Norwegischen Exilregierung.
Nach Kriegsende studierte er 1946 Kunstgeschichte am Courtauld Institute in London. Hodin war von 1949 bis 1954 Studiendirektor beim Institute of Contemporary Arts in London, er spezialisierte sich auf die Gegenwartskunst und schrieb eine Vielzahl Bücher und Zeitschriftenartikel. Eine besondere Freundschaft verband ihn mit Oskar Kokoschka. 1954 erhielt er bei der Biennale von Venedig den Preis für Kunstkritik für seine Arbeiten über den Surrealismus und über Francis Bacon. 1956 wurde er Mitherausgeber der Kunstzeitschrift Quadrum in Brüssel und war Mitherausgeber der Zeitschrift Journal of Aesthetics and Art Criticism. Er war Mitglied des Vorstands der British Society of Aesthetics.
Sein Nachlass liegt im Archiv der Tate Gallery.

## Ehrungen
- Fellow der Royal Society
- Sankt-Olav-Orden, Norwegen, 1958
- Verdienstorden der Italienischen Republik, 1966
- Großes Ehrenzeichen für Verdienste um die Republik Österreich[1], 1968
- Ehrendoktor der Universität Uppsala, 1969
- Bundesverdienstkreuz, 1969, 1986

## Schriften (Auswahl)

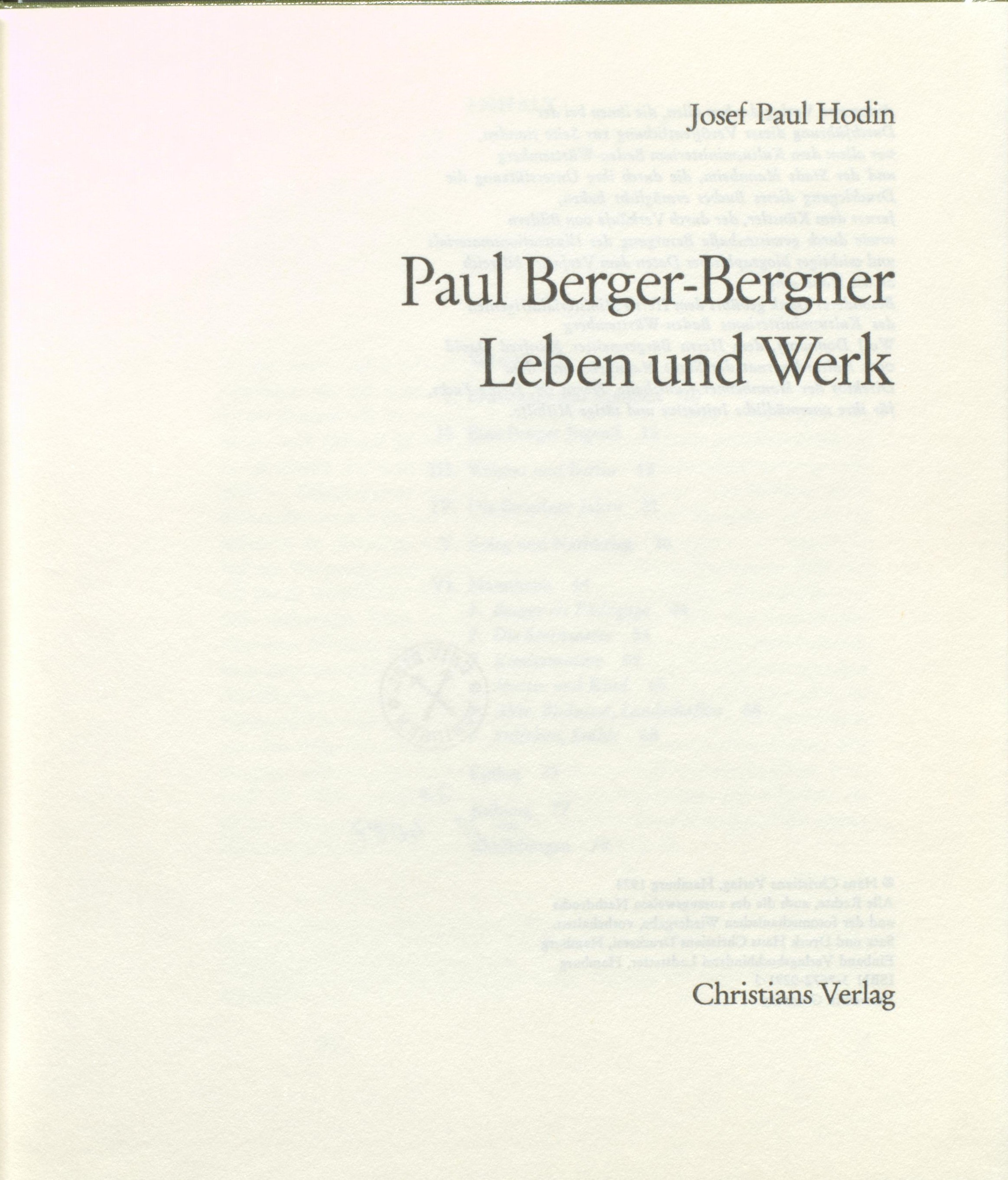
Paul Berger-Bergner (1974)

- Sven Erixson. Stockholm: A.-B. Svensk Litteratur, 1940
- Ernst Josephson, malningar: ur privata samlingar. Stockholm: Galerie St. Lucas, 1942
- Jan Amos Comenius och vår tid. Stockholm: Bonnier, 1944
- Edvard Munch: Nordens genius. Stockholm: Ljus, 1948
  - Edvard Munch: der Genius des Nordens. Stockholm: Neuer Verlag, 1948 (1963)
- Isaac Grünewald. Stockholm, 1949
- Henry Moore. Übersetzung Hans Georg Schürmann. Köln: Kiepenheuer & Witsch, 1956
- The Dilemma of Being Modern: Essays on Art and Literature. London: 1956
- Ben Nicholson: the Meaning of his Art. London: A. Tiranti, 1957
- Barbara Hepworth. London: Lund Humphries, 1961
- Bekenntnis zu Kokoschka: Erinnerungen und Deutungen. Berlin: Kupferberg, 1963
- Oskar Kokoschka: The Artist and His Time: A Biographical Study. Greenwich, CT: New York Graphic Society, 1966
- Kafka und Goethe: Zur Problematik unseres Zeitalters. Hamburg: Christians, 1968
- Die Brühlsche Terrasse. Roman. Hamburg: Christians, 1969
- Oskar Kokoschka: eine Psychographie. Wien: Europa, 1971
- Modern Art and the Modern Mind. Cleveland: Case Western Reserve University, 1972
- Ludwig Meidner: seine Kunst, seine Persönlichkeit, seine Zeit. Darmstadt: Justus-von-Liebig-Verlag, 1973
- Paul Berger-Bergner – Leben und Werk. Hamburg: Christians, 1974
- Spuren und Wege. Leben und Werk der Malerin Hilde Goldschmidt. Hamburg: Christians, 1974 ISBN 3-7672-0231-X
- Dieses Mütterchen hat Krallen: die Geschichte einer Prager Jugend. Autobiografie. Hamburg: Christians, 1985
- Verlorene Existenzen. Erzählungen. Illustrationen Hans Escher. Hamburg: Christians, 1987
- F. K. Gotsch. Ölbilder. Hamburg 1987